# Il mercante di pietre
Pour plus de détails, voir Fiche technique et Distribution.
Il mercante di pietre est un film italo-britannique réalisé par Renzo Martinelli, sorti en 2006.

## Fiche technique
- Titre : Il mercante di pietre
- Réalisation : Renzo Martinelli
- Scénario : Renzo Martinelli, Fabio Campus et Corrado Calabrò
- Production : André Djaoui, Patrick Irwin et Renzo Martinelli
- Musique : Aldo De Scalzi et Pivio
- Photographie : Blasco Giurato
- Pays d'origine : Italie - Grande-Bretagne
- Format : Couleurs
- Genre : Drame
- Durée : 119 minutes
- Date de sortie : 2006

## Distribution
- F. Murray Abraham : Shahid
- Harvey Keitel : Le marchant Ludovico Vicedomini
- Jane March : Leda